# William Chang Suk Ping
William Chang Suk Ping (chinesisch 張叔平 / 张叔平, Pinyin Zhāng Shūpíng, Jyutping Zoeng1 Suk1ping4, kantonesisch Chang Suk-ping; * 12. November 1953 in Hongkong) ist ein Filmeditor, Szenenbildner und Kostümbildner aus Hongkong. 

## Leben
Chang wuchs in Hongkong als Sohn eines Unternehmers auf und begann sich bereits im Teenager-Alter für die Filmindustrie zu begeistern. Sein Vater finanzierte ihm sein Studium an einer Filmschule in Vancouver. 1976 kehrte er nach Hongkong zurück und begann in verschiedenen Tätigkeiten zu arbeiten. Seine Werke als Kostümdesigner prägten viele Filme von Wong Kar-wai und machten ihn zu einem der bekanntesten und erfolgreichsten Designer, aber auch Szenenbildner und Filmeditor in Hongkong. Er hat an allen Filmen von Kar-wai mitgewirkt und arbeitete außerdem mit Stanley Kwan, Patrick Tam, Kar Mong, Yim Ho und Tsui Hark zusammen. In der Szene gilt er als schüchtern und zurückgezogen, er gibt selten Interviews und lehnt verschiedene Projekte, die ihm „zu groß“ erscheinen, ab. Neben seiner Arbeit am Film ist er auch in der Werbebranche aktiv.
Für seine Arbeit an dem Film The Grandmaster wurde er bei der Oscarverleihung 2014 für das beste Beste Kostümdesign nominiert. Er gewann außerdem zahlreiche Filmpreise, darunter 18 mal den Hong Kong Film Award und sieben Mal das Golden Horse.

## Auszeichnungen

### Gewonnen
- 1985: Hong Kong Film Award für die beste Ausstattung bei Si shui liu nian
- 1989: Hong Kong Film Award für die beste Ausstattung bei As Tears Go By
- 1990: Hong Kong Film Award für die beste Ausstattung bei Die Biografie des Rowdys Afei
- 1990: Golden Horse für Best Artistic Design bei Roter Staub
- 1993: Hong Kong Film Award für das beste Kostümdesign und Makeup bei China Swordsman 2 (zusammen mit Bruce Yu)
- 1995: Hong Kong Film Award für die beste Ausstattung und das beste Kostümdesign und Makeup bei Die verlorene Zeit
- 1995: Golden Horse für Bestes Szenenbild und bester Originalsong bei Fallen Angels
- 1996: Hong Kong Film Award für das beste Kostümdesign und Makeup bei Red Rose White Rose
- 1997: Golden Bauhinia Award: Most Creative Award für 4Min Ha Wa
- 2000: Golden Horse für das beste Kostümdesign und Makeup bei In the Mood for Love – Der Klang der Liebe
- 2000: Asia-Pacific Film Festival: Bester Schnitt bei In the Mood for Love – Der Klang der Liebe
- 2000: Filmfestspiele von Cannes: Grand prix technique für In the Mood for Love – Der Klang der Liebe (zusammen mit Christopher Doyle und Ping Bin Lee)
- 2009: Hong Kong Film Award für das beste Kostümdesign und Makeup, beste Ausstattung und besten Schnitt bei In the Mood for Love – Der Klang der Liebe
- 2001: Golden Horse für den besten Schnitt bei Lan Yu
- 2004: Golden Horse für die beste Ausstattung bei 2046 (zusammen mit Alfred Yau)
- 2005: Hong Kong Film Award für die beste Ausstattung (zusammen mit Alfred Yu) und das beste Kostümdesign und Makeup bei 2046
- 2011: Asian Film Awards: Bestes Kostümdesign bei Let the Bullets Fly – Tödliche Kugeln
- 2012: Hong Kong Film Award: Bestes Kostümdesign und Makeup bei Let the Bullets Fly – Tödliche Kugeln
- 2013: Golden Horse für die beste Ausstattung (zusammen mit Alfred Yau) und das beste Kostümdesign und Makeup bei The Grandmaster
- 2014: Asian Film Awards: Bestes Szenenbild und Bestes Kostümdesign bei The Grandmaster
- 2014: Hong Kong Film Award für den besten Schnitt (zusammen mit Benjamin Courtines und Hung Poon), beste Ausstattung (zusammen mit Alfred Yau) und bestes Kostümdesign und Makeup bei The Grandmaster

### Nominiert
- 1983: Hong Kong Film Award für die beste Ausstattung bei Lie huo qing chun
- 1983: Hong Kong Film Award für die beste Ausstattung bei Nan xiong nan di
- 1984: Hong Kong Film Award für die beste Ausstattung bei Fa sing
- 1984: Hong Kong Film Award für die beste Ausstattung bei Zu – Warriors of the Magic Mountain
- 1986: Hong Kong Film Award für die beste Ausstattung bei Duan qing
- 1987: Hong Kong Film Award für die beste Ausstattung bei Mung chung yan
- 1987: Hong Kong Film Award für die beste Ausstattung bei Zui Ai
- 1992: Hong Kong Film Award für die beste Ausstattung bei A Chinese Ghost Story III
- 1995: Hong Kong Film Award für die beste Ausstattung bei Chungking Express
- 1995: Hong Kong Film Award für die beste Ausstattung und das beste Kostümdesign und Makeup bei The Lovers
- 1996: Hong Kong Film Award für das beste Kostümdesign und Makeup bei The Blade – Das zerbrochene Schwert
- 1996: Hong Kong Film Award für das beste Kostümdesign und Makeup, die beste Ausstattung und den besten Schnitt bei Fallen Angels
- 1998: Hong Kong Film Award für das beste Kostümdesign und Makeup, die beste Ausstattung und besten Schnitt bei Glücklich vereint
- 2002: Golden Horse für das beste Kostümdesign und Makeup bei Chinese Odyssey 2002
- 2002: Hong Kong Film Award für das beste Kostümdesign und Makeup, die beste Ausstattung und den besten Schnitt bei Lan Yu
- 2004: Hong Kong Film Award für das beste Kostümdesign und Makeup bei Lian zhi feng jing
- 2004: Golden Horse für das beste Kostümdesign und Makeup bei 2046
- 2005: Hong Kong Film Award für den besten Schnitt bei 2046
- 2006: Hong Kong Film Award für das beste Kostümdesign und Makeup und beste Ausstattung bei Everlasting Regret
- 2006: Hong Kong Film Award für das beste Kostümdesign und Makeup bei A Chinese Tall Story
- 2009: Hong Kong Film Award für das beste Kostümdesign und Makeup bei All About Women
- 2013: Golden Horse für den besten Schnitt bei The Grandmaster
- 2014: Oscar für das beste Kostümdesign bei The Grandmaster

## Filmografie (Auswahl)
- 1984: Zu – Warriors of the Magic Mountain
- 1988: As Tears Go By
- 1990: Roter Staub (Gun gun hong chen)
- 1990: Die Biografie des Rowdys Afei (Ah fei zing zyun)
- 1991: A Chinese Ghost Story III
- 1992: China Swordsman 2
- 1994: Die verlorene Zeit (Dung che sai duk)
- 1994: The Lovers
- 1994: Chungking Express
- 1995: Fallen Angels – Jeder braucht einen Engel … (Do lok tin si)
- 1995: The Blade – Das zerbrochene Schwert
- 1997: Happy Together (Chun gwong cha sit)
- 2000: In the Mood for Love (Fa yeung nin wa)
- 2001: Lan Yu
- 2004: 2046
- 2005: A Chinese Tall Story
- 2007: My Blueberry Nights
- 2011: Let the Bullets Fly – Tödliche Kugeln
- 2014: The Grandmaster